# 原田産業
原田産業株式会社（はらださんぎょう、英称：Harada Corporation）は、大阪府大阪市中央区南船場に本社を置く、産業資材を中心とする総合商社である。1923年創業。

## 会社概要
主に産業資材の販売をおこなう。特にホコリや静電気を嫌うクリーンルーム内での作業や、衛生管理基準の高い食品産業などでの分野に強く、長年にわたり同分野での実績を誇ると共に、その他各製造分野にも展開している。
近年では花粉症や介護等の分野に積極的に力を注いでおり、様々な製品を開発、販売をおこなっている。また海外の各企業との合弁も多く、海外における事業拠点も多数存在する。
みどり会の会員企業であり三和グループに属している。

## 大阪本社ビル
1928年 (昭和3年) 建築、1965年改修。鉄筋コンクリート造。設計は小笠原鈅。道路に面した南側は腰回りを石張り、その上部をモルタル洗出し仕上げ。外観デザインは、玄関部分や窓にアーチを用いる。内部は吹抜け空間に曲線を描く階段を配し、床を大理石のモザイクタイルで縁取ったテラゾーと、日華石の腰壁を用いる。2021年 (令和3年) 7月、文化審議会から登録有形文化財に答申された。

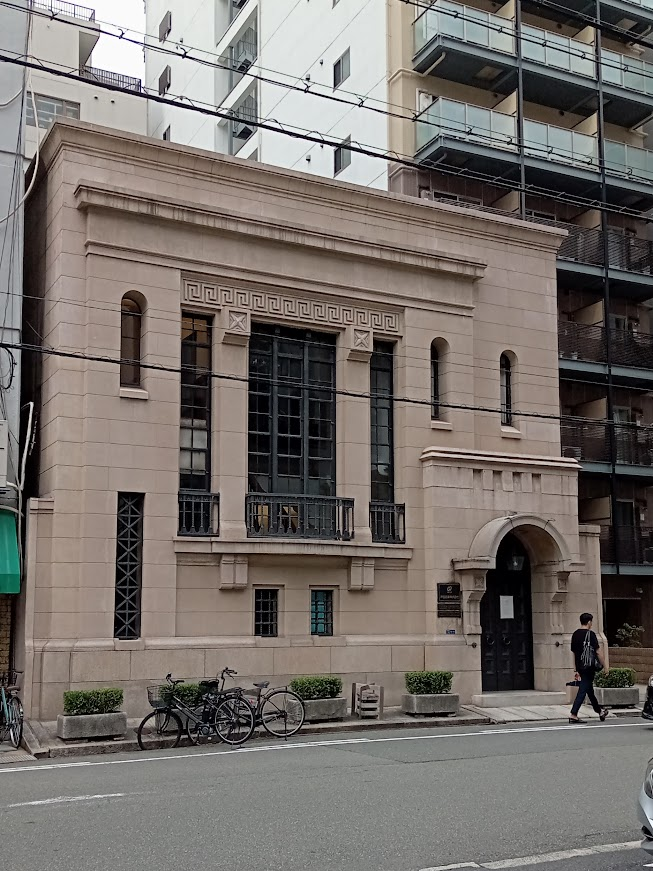
大阪本社ビル (2021年9月)